# دقة عرض 8 كيلو بكسل

رسم بياني للمقارنة

دقة 8K (وتعني 8000 بكسل) آخر ما توصل له العلماء من دقة العرض 2×4k اسم مختصر، وهي امتداد تطويري لأعلى كثافة موجودة حالياً في تقنيات العرض. هي ببساطة مضاعفة للمعيار 3072p، h وأربع مرات 1080P، ناتج ضرب الطول والعرض لأعلى كثافة 4k في 2 بغية الحصول على الكثافة الأعلى والتي تصبح  4320 عرض × 7680 طول (33.2 ميجابكسل) وهي أعلى كثافة لشاشة العرض لحد الآن، لكن هذه التقنية قيد التطوير وغير معممة بشكل كبير حول العالم.